# Cagiva Aletta Oro
La Cagiva Aletta Oro è una motocicletta stradale presentata nella versione "S1" ed evoluta poi nella versione "S2", munita di miscelatore e prodotta dalla Cagiva dal 1985 al 1987 nella sola cilindrata di 125 cc; tale modello venne in seguito sostituito dalla più sportiva Freccia.
Questa moto ha avuto come concorrente la Honda NS 125, la Aprilia AS 125 R, la Garelli GTA, le HRD 125 Silver Horse e Red Horse e le Gilera KZ  e KK (carenate).

## Descrizione
La moto utilizzava dei cerchi a tre razze (verranno utilizzati anche con la Freccia), la piastra di sterzo è munita di attacchi per i semimanubri e il blocchetto d'accensione, il serbatoio ha uno sfiato per i vapori della benzina che termina sul dado delle piastre, coperto da un elemento in gomma.
Le carenature lasciano scoperto parte del motore, del telaio e dell'espansione, la quale non è munita di spillo e termina direttamente sul silenziatore, le carenature laterali hanno uno sportellino per poter rabboccare il livello del liquido per il radiatore, inoltre presentano delle piccole prese d'aria per quest'ultimo.
La sella del passeggero è in unico pezzo con quella del pilota, le frecce sono squadrate, il faro è rettangolare e il cupolino molto grande, per quanto riguarda i freni anteriori sono del tipo a doppio disco e con pinze a singolo pistoncino.

## Strumentazione
La strumentazione è disposta su un quadro che va a chiudere la carenatura nella parte alta, dove il contagiri è posizionato in alto a sinistra ed è lo strumento di maggiori dimensioni, con fondoscala a 11000 rpm e con la zona rossa a 9000; il tachimetro e il contachilometri sono disposti a destra, il tachimetro ha la scala sia in Km/h che in mi/h, mentre il contachilometri solo in Km.
L'indicatore della temperatura del liquido refrigerante è situato sotto il tachimetro; sotto il contagiri, in fila, da sinistra, si trovano l'indicatore del livello della benzina munito di cinque led ( spia singola per versione s2) e le spie luminose delle luci abbaglianti, delle luci di posizione, del folle, degli indicatori di direzione, la spia dell'olio e del cavalletto laterale abbassato (da non confondersi con il simbolo quattro frecce presente sulle autovetture), mentre al centro spicca l'indicatore a LED che indica la marcia inserita.

## Differenze tra la S1 e S2
Le differenze tra le due moto sono minime. La S1 è stata prodotta nel 1985 con il nome di "Aletta Oro S1", mentre la S2 è stata prodotta dal 1986 al 1987 con il nome "Aletta Oro S2" con l'aggiunta dell'avviamento elettrico, di un nuovo cilindro - ma non ancora munito di valvola allo scarico - ed adottava un polmone di recupero per migliorare l'erogazione e la potenza.